# Strehaliukî, Brodî
Strehaliukî (în ucraineană Стрехалюки) este un sat în așezarea urbană Pidkamin din raionul Brodî, regiunea Liov, Ucraina.

## Demografie
Componența lingvistică a localității Strehaliukî
     Ucraineană (100%)
Conform recensământului din 2001, toată populația localității Strehaliukî era vorbitoare de ucraineană (100%).